# Czas bez skarg
Czas bez skarg – czwarty album Antoniny Krzysztoń wydany w 1995 roku. W połowie składa się z tłumaczenień piosenek czeskiego barda i przyjaciela piosenkarki, Karela Kryla. Autorami tłumaczeń są Maryna Miklaszewska i Jan Krzysztof Kelus

## Lista utworów
1. Zajazd
2. Motyl
3. Miła
4. Małej wiary
5. Ręka to most
6. Braciszku
7. Mały żeglarz
8. Kolęda
9. Salome
10. Pieśń podczas pracy w polu
11. Chusta Weroniki
12. Elegia miasteczek żydowskich
13. Odpowiedź
14. Przy sadzeniu róż
15. Węgrom
16. Płyną łzy po ziemi
17. Dziękuję

Karel Kryl – muz. i słowa (2–9, 17) tłum. Maryna Miklaszewska (3, 4, 7–9), Jan Krzysztof Kelus (5, 6), nieznany (2)

Antonina Krzysztoń – muz. (1, 10–13, 15), słowa (11, 16)

Antoni Słonimski – słowa (12)

Zbigniew Herbert – słowa (13, 15)

Seweryn Goszczyński – słowa (14)

Franciszek Karpiński – słowa (10)

Z. Rumel – słowa (1)

mel. ludowa (16)

mel. tradycyjna (14)